# Jacob W. Davis
Jacob W. Davis - nascut Jacob Youphes, letó: Jākobs Jufess, rus: Якоб Йофис - (Riga, 1831 - San Francisco, 1908) va ser un sastre letó-jueu i immigrant americà, conegut per inventar els texans.
Va néixer en una família jueva a la ciutat de Riga, llavors Imperi Rus, avui Letònia, el 1831. Durant el seu temps a la ciutat de Riga, va formar-se i treballar com a sastre.
El 1854, a l'edat de 23 anys, va emigrar de l'Imperi rus als Estats Units d'Amèrica, arribant a la Nova York on va canviar el seu nom a Jacob Davis. Allà va obrir una sastreria abans de traslladar-se a Maine i després, el 1856, a San Francisco abans d'arribar a Weatherville.
Després d'aquest període itinerant dins d'Amèrica, on es creu que va treballar com a oficial de sastre, el 1858, Davis va deixar Califòrnia i es va traslladar a l'oest del Canadà per provar de trobar una feina més profitosa. Allà, Davis va conèixer una immigrant alemanya, Annie Parksher, amb qui es va casar i va tenir sis fills. En la seva etapa canadenca, va treballar al riu Fraser fent batuda d'or.
El gener de 1867, Davis va retornar a San Francisco amb l'Annie i la seva família. Després d'aquell any, es van moure a la Ciutat de Virgínia, Nevada, on va vendre al major porc i tabac abans de començar una feina un cop més com a sastre. El 1868, la família s'hi havia traslladat a Reno, Nevada, que en aquella època era una petita ciutat de ferrocarril on va ajudar a Frederick Hertlein a obrir una cerveseria. El 1869 va obrir una sastreria en el carrer principal de la ciutat.
En la seva sastreria, Davis va fer diferents peces funcionals com tendes, mantes de cavall i cobertes de carro pels treballadors del ferrocarril del Ferrocarril Pacífic Central. El teixit amb què Davis treballava les seves peces era un drap de cotó de llarga durada i alta resistència que comprava a Levi Strauss & Co., una empresa de dry goods de San Francisco. Per enfortir els punts d'estrès dels elements cosits, Davis va utilitzar rivets de coure que reforçaven la cosida.

## El naixement dels texans

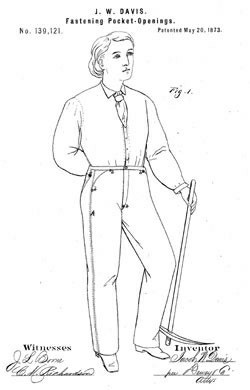
Figura de la patent als EUA, núm. 139,121

El desembre de 1870 Davis va rebre una comanda d'una client per fer un parell de pantalons laborals forts pel seu marit que era un llenyataire. Per crear un pantalons adequats i robusts per treballar, va utilitzar un duck cloth i va reforçar els punts dèbils en les costures i butxaques amb els rivets de coure. Tal fou l'èxit d'aquests pantalons que la paraula es va estendre per tot els treballadors al llarg del ferrocarril. Davis feia aquests pantalons laborals amb cotó d'ànec i, a partir de 1871, amb cotó de tela vaquera. En poc temps, no va poder atendre la demanda de pantalons.
Davis havia demanat anteriorment patents per altres invencions. Adonant-se del valor potencial dels seu concepte de pantalons texans reforçats, el 1872, es va apropar a Levi Strauss, qui era encara era el seu proveïdor de teixit, i li va demanar el seu suport financer en la sol·licitud de la patent. Strauss va acceptar i, el 20 de maig de 1873, la Patent num. 139,121 per “millores en la fixació de les obertures de butxaca” va ser emesa a nom de Jacob W. Davis i Levi Strauss and Company. Aquell mateix any, Davis va començar a fer un doble cosit ataronjat a la butxaca posterior dels texans per distingir-los d'aquells fet pels seus competidors. Aquesta característica de marca es va registrar com a US Trade Marc No.1,139,254.
Per aquest temps Strauss va instal·lar una sastreria a San Francisco per la producció dels pantalons de Davis qui, amb la seva família, havia tornat a San Francisco per dur aquesta botiga. Mentre la demanda continuava creixent, la botiga fou substituïda per una planta de fabricació que Davis va dirigir per compte de Strauss. Davis va continuar treballant allà per la resta de la seva vida, supervisant la producció dels pantalons així com altres línies que incloien camises laborals i pantaló de peto.
Davis va morir a San Francisco el 1908. El 2006 una placa va ser posada a Reno, Nevada, a fora del local on la sastreria de Davis estava localitzada, commemorant el fet que els texans van ser inventats allà.